# Matrice nulla
In matematica, una matrice nulla o matrice zero è una matrice intera i cui valori sono tutti pari a zero. 
La matrice nulla con {\displaystyle m} righe e {\displaystyle n} colonne viene indicata con {\displaystyle 0_{m\times n}}, o più semplicemente con {\displaystyle 0}.
Sono qui mostrate alcune matrici quadrate nulle:
{\displaystyle {\begin{bmatrix}0\end{bmatrix}},\ {\begin{bmatrix}0&0\\0&0\end{bmatrix}},\ {\begin{bmatrix}0&0&0\\0&0&0\\0&0&0\end{bmatrix}},\ \cdots ,\ {\begin{bmatrix}0&0&\cdots &0\\0&0&\cdots &0\\\vdots &\vdots &\ddots &\vdots \\0&0&\cdots &0\end{bmatrix}}}

## Proprietà

### Elemento neutro
La matrice nulla è l'elemento neutro rispetto all'operazione di somma fra matrici. In altre parole, valgono le relazioni
{\displaystyle A+0=0+A=A}
per ogni matrice {\displaystyle A} avente lo stesso numero di righe e colonne di {\displaystyle 0}.
L'insieme {\displaystyle M(m,n,K)} di tutte le matrici {\displaystyle m\times n} a valori in un fissato campo {\displaystyle K} è un gruppo e uno spazio vettoriale, e la matrice nulla {\displaystyle 0} è l'elemento neutro di entrambe le strutture. 
Se {\displaystyle m=n}, è definita anche una moltiplicazione e l'insieme {\displaystyle M(m,m,K)} è anche un anello: tutte queste strutture sono riassunte nella nozione di algebra su campo, e {\displaystyle 0} è sempre l'elemento neutro rispetto alla somma. L'elemento neutro rispetto al prodotto è la matrice identità.

### Applicazioni lineari
Alla matrice nulla è associata la trasformazione lineare identicamente nulla: quell'applicazione {\displaystyle 0:V\to W} fra spazi vettoriali che associa ad ogni vettore {\displaystyle v} di {\displaystyle V} il vettore nullo di {\displaystyle W}.